# Binarisme de gènere

Representació simbòlica del binarisme de gènere.

El binarisme de gènere és la visió que concep i classifica el sexe i el gènere únicament en dues categories absolutes, masculí i femení, que es perceben com a independents, oposades i immutables. Això es fa sense tenir en compte l'àmplia varietat de condicions, identitats i rols associats al sexe i el gènere, i la seva performativitat.
Sovint el binarisme de gènere suposa una frontera social que desanima la gent a barrejar els rols de gènere o a identificar-se amb terceres formes d'expressió de gènere. També pot comportar alguns dels prejudicis que estigmatitzen certs col·lectius que no encaixen totalment en el binarisme de gènere, com ara els intersexuals, les persones transgènere i les persones queer.
Moltes de les societats conegudes han utilitzat el binarisme de gènere per dividir i organitzar la gent, tot i que les maneres en què això s'ha fet solen diferir. El binarisme de gènere es pot considerar com una forma d'organització social, encara que alguns autors, com Riki Wilchins, argumenten que en realitat polaritza la societat. Habitualment s'ha utilitzat la religió com a autoritat per justificar i explicar el binarisme de gènere. L'islam, per exemple, ensenya que les mares són les principals cuidadores dels fills, i el catolicisme només permet als homes fer de sacerdots.
Sempre han existit excepcions al binarisme de gènere en forma d'identitats transgènere. A més de la identificació biològica de les persones intersexuals, persones biològicament mascles o femelles han pres elements de tots dos sexes o de cap, com ara els indígenes estatunidencs coneguts com a «dos esperits» o els hijra de l'Índia. A l'Occident contemporani, les persones que trenquen el binarisme de gènere solen identificar-se com a genderqueer o de gènere no-binari. Les persones transsexuals ocupen una posició característica en relació al binarisme de gènere: en molts casos les seves transicions en l'expressió de gènere van d'una banda a l'altra del binarisme i, per tant, si bé desafien la concepció del sexe i el gènere a partir de dues categories estàtiques i immutables, la identitat de gènere cap a la qual transiten en principi s'ajusta al binarisme de gènere.